# Bollywood Movie Award/Beste Story
Der Bollywood Movie Award Best Story ist eine Kategorie des jährlichen Bollywood Movie Awards für indische Filme in Hindi.
Liste der Preisträger:
| Jahr | Film                | Gewinner                          |
| ---- | ------------------- | --------------------------------- |
| 1999 | kein Preis          | kein Preis                        |
| 2000 | kein Preis          | kein Preis                        |
| 2001 | Mohabbatein         | Aditya Chopra                     |
| 2002 | Lagaan              | Ashutosh Gowariker                |
| 2003 | Monsoon Wedding     | Sabrina Dhawan                    |
| 2004 | Baghban             | B. R. Chopra                      |
| 2005 | Veer-Zaara          | Aditya Chopra                     |
| 2006 | Iqbal               | Nagesh Kukunoor                   |
| 2007 | Lage Raho Munnabhai | Rajkumar Hirani und Abhijit Joshi |